# Promonotus brevirostris
Promonotus brevirostris är en plattmaskart som beskrevs av Fugenschuh.; Steinbock 1932. Promonotus brevirostris ingår i släktet Promonotus och familjen Monocelididae. Inga underarter finns listade i Catalogue of Life.